# Rick Tocchet
Richard „Rick“ Tocchet (* 9. April 1964 in Scarborough, Ontario) ist ein ehemaliger kanadischer Eishockeyspieler und derzeitiger -trainer, der im Verlauf seiner aktiven Karriere zwischen 1984 und 2002 annähernd 1300 Spiele für die Philadelphia Flyers, Pittsburgh Penguins, Los Angeles Kings, Boston Bruins, Washington Capitals und Phoenix Coyotes in der National Hockey League auf der Position des rechten Flügelstürmers bestritten hat. Nach Beendigung seiner Spielerkarriere arbeitete Tocchet einige Zeit als Cheftrainer der Tampa Bay Lightning. Danach war er als Fernsehmoderator für Comcast tätig. Anschließend fungierte er von 2017 bis 2021 als Cheftrainer der Arizona Coyotes und betreute in dieser Funktion von Januar 2023 bis April 2025 die Vancouver Canucks. 2024 wurde er mit dem Jack Adams Award als bester Trainer der NHL geehrt. Seit Mai 2025 ist er aktuell als Headcoach der Philadelphia Flyers aktiv.

## Herkunft und Jugend
Tocchets Eltern, Norma und Nat, stammen aus den Dolomiten in Norditalien und emigrierten im Jahr 1951 nach Scarborough, einem Vorort von Toronto in der ostkanadischen Provinz Ontario, wo Tocchets Vater als Automechaniker Arbeit fand. Laut Gene Hart reiste die Familie Tocchet über Deutschland nach Kanada ein und führte ursprünglich den (vermutlich eingedeutschten) Familiennamen „Toket“. Warum die Eltern Tocchets in Kanada wieder die italienische Schreibweise ihres Namens verwendeten, ist nicht bekannt.
Tocchet hat zwei ältere Brüder, Andy und Dany, mit denen er in seiner Kindheit auf sportlichem Gebiet konkurrierte. Seine Durchsetzungskraft führt Tocchet nicht zuletzt auf diese familiäre Ausgangssituation zurück. Tocchets Lieblingsverein waren in den 1970er Jahren nicht die Toronto Maple Leafs aus seiner Heimatstadt, sondern die Canadiens de Montréal. Deren berühmten Rechtsaußen und fünffachen Stanley-Cup-Sieger Guy Lafleur bezeichnet Tocchet als sein großes sportliches Vorbild.

## Karriere
Tocchets vorbildhafte Karriere als professioneller Eishockeyspieler, Führungsspieler und Stanley-Cup-Sieger umspannte 18 Jahre und war von großen Erfolgen, aber auch einigen Rückschlägen gekennzeichnet. Aufgrund seiner Leistungen und seines außergewöhnlichen Durchhaltevermögens gilt er heute als einer der erfolgreichsten 'power forwards' in der jüngeren Geschichte der NHL, da er es immer wieder schaffte, sowohl spielerisch als auch physisch hervorzustechen.

### Juniorenzeit bei den Sault Ste. Marie Greyhounds
Tocchet spielte während seiner Juniorenzeit drei Spielzeiten für die Sault Ste. Marie Greyhounds in der Ontario Hockey League.
In der Saison 1981/82 erreichte er lediglich sieben Tore sowie 15 Torvorlagen in 59 Spielen und Tocchet fiel vor allem durch sein aggressives und einsatzfreudiges Spiel an der Bande auf, das ihm 184 Strafminuten einbrachte.
In der folgenden Spielzeit 1982/83 gelang es Tocchet indes, auch seine Offensivfähigkeiten erheblich zu steigern, ohne jedoch an Härte und Intensität einzubüßen. Seine Torproduktion konnte er auf 32 Treffer in 66 Spielen erhöhen und auch das verbesserte Zusammenspiel mit den Teamkameraden ermöglichte Tocchet insgesamt 34 Torvorlagen, sodass er auf die Durchschnittsquote von genau einem Scorerpunkt pro Einsatz kam. Diese erhebliche Leistungssteigerung blieb nicht unbemerkt und so wurde Tocchet im NHL Entry Draft 1983 in der 6. Runde an 121. Stelle von den Philadelphia Flyers ausgewählt.
Offensichtlich vom Interesse des bekannten NHL-Vereins beflügelt, schraubte Tocchet seine Torausbeute für die Greyhounds in der Saison 1983/84 auf 44 Treffer und stellte mit nunmehr 64 Torvorlagen in 64 Spielen auch seine zunehmenden Spielmacherqualitäten unter Beweis. Damit hatte Tocchet in einer Zeit, die unter dem Einfluss Wayne Gretzkys stark vom Offensivgedanken geprägt war, die Marke von mehr als 100 Scorerpunkten in einer Saison überschritten. Da er überdies mit seiner physischen und einsatzfreudigen Spielweise, die ihn auch vor Faustkämpfen nicht zurückschrecken ließ, ins Gesamtkonzept der um Verjüngung des alternden Kaders bemühten Philadelphia Flyers passte, gelang ihm vor der Saison 1984/85 als Zwanzigjährigem der Sprung in die Stammformation dieses NHL-Teams.

### Philadelphia Flyers
In seiner Rookiesaison 1984/85 gelang es Tocchet sofort, mit den stark verjüngten Flyers in die Stanley-Cup-Finalserie einzuziehen, wo man sich allerdings den Edmonton Oilers in sieben Spielen geschlagen geben musste. Im fünften Spiel gelang Tocchet der Siegtreffer zum 4:3, der ein sechstes Spiel in Philadelphia erzwang. Mit den Jahren entwickelte sich das Raubein Tocchet auch in der NHL zu einem produktiven Stürmer, der keiner Auseinandersetzung aus dem Weg ging.
1987 gewann er mit dem Team Canada den Canada Cup, zu diesem Zeitpunkt die inoffizielle Weltmeisterschaft der Eishockeyprofis, die in Nordamerika ausgetragen wurde.
In der Saison 1988/89 wurde Tocchet zum ersten Mal ins NHL All-Star Game berufen.
In der Saison 1989/90 scheiterte Tocchet als bester Scorer der Flyers nur knapp an der 100-Punktemarke und erreichte in der Gesamtscorerwertung der NHL den 15. Rang. Erneut wurde Tocchet daher zum NHL All-Star Game eingeladen. Im April 1990 wurde Tocchet für seine herausragenden Leistungen in der abgelaufenen Saison mit der Bobby-Clarke-Trophäe ausgezeichnet, die jährlich an den wertvollsten Spieler der Flyers in der gerade abgelaufenen Saison ausgegeben wird.
Sein stets vorbildlicher Einsatz und seine wachsenden Offensivqualitäten führten dazu, dass Tocchet schließlich in der NHL-Saison 1990/91 als Nachfolger Ron Sutters zum Kapitän des allerdings zunehmend erfolgloseren Teams ernannt wurde. 1991 wurde Tocchet zum zweiten Mal Canada-Cup-Sieger und überdies zum dritten Mal ins NHL All-Star Game berufen.

### Pittsburgh Penguins und Gewinn des Stanley Cups
1992 wurde er auf eigenen Wunsch im Tausch für Mark Recchi an den amtierenden Titelverteidiger und Erzrivalen, die Pittsburgh Penguins, abgegeben. Dort konnte er seinen Teil zur Titelverteidigung beitragen und gewann den Stanley Cup. Die nächste war mit 109 Punkten auch seine erfolgreichste Saison.

### Ende der aktiven Spielerkarriere
Es folgte eine wechselreiche Zeit bei den Los Angeles Kings, Boston Bruins, Washington Capitals und Phoenix Coyotes, doch auf seine alten Tage kehrte Tocchet nach Philadelphia zurück. In der Saison 2001/02 beendete er nach 14 Spielen seine aktive Karriere. Tocchet verkörperte als NHL-Spieler die nahezu perfekte Kombination von Härte und Scorer-Qualitäten. Nur Pat Verbeek konnte bei einer vergleichbaren Zahl an Strafminuten mehr Tore erzielen.

### Trainerlaufbahn
Tocchet heuerte nach Beendigung seiner aktiven Laufbahn zunächst bei der Colorado Avalanche als Assistenztrainer an. Ab 2003 stand er als Assistent hinter der Bande der Phoenix Coyotes und vertrat Cheftrainer Wayne Gretzky als dieser zeitweise nicht zur Verfügung stand, da er sich um seine kranke Mutter kümmerte. Ab Sommer 2008 gehörte er zum Trainerstab der Tampa Bay Lightning und war bis April 2010 als deren Cheftrainer tätig. Nach einem Besitzerwechsel wurde Tocchet gemeinsam mit General Manager Brian Lawton entlassen. Im Sommer 2014 wurde er als neuer Assistenztrainer bei den Pittsburgh Penguins vorgestellt, mit denen er in der Folge 2016 und 2017 den Stanley Cup gewann. Anschließend kehrte er im Juli 2017 zu den Arizona Coyotes zurück, die ihn als Cheftrainer und Nachfolger von Dave Tippett anstellten. Dort war er in der Folge vier Jahre aktiv, in denen er das Team einmal in die Playoffs führte. Sein Vertrag wurde nach der Spielzeit 2020/21 nicht verlängert, sodass André Tourigny als sein Nachfolger installiert wurde.
Nach einer Pause von etwa eineinhalb Jahren übernahm Tocchet im Januar 2023 erneut ein NHL-Team als Cheftrainer, indem er bei den Vancouver Canucks die Nachfolge von Bruce Boudreau antrat. In seinem zweiten Jahr dort führte er die Canucks an die Spitze der Pacific Division, sodass er mit dem Jack Adams Award als bester Trainer der NHL geehrt wurde. Im Folgejahr verpasste man die Playoffs jedoch knapp, sodass er nach der Saison 2024/25 entlassen wurde. Wenig später stellten ihn im Mai 2025 in gleicher Position die Philadelphia Flyers an, sodass er an seine frühere Wirkungsstätte zurückkehrte.

### Verfahren wegen illegaler Wettgeschäfte
Am 6. Februar 2006 wurde gegen Rick Tocchet der Vorwurf wegen illegaler Wettgeschäfte in Football erhoben. Auch Janet Jones, die Frau von Wayne Gretzky, soll in die Wettgeschäfte verwickelt sein. Tocchet und Jones kündigten am 8. Mai 2006 an, dass sie sich vorbehalten, den Staat von New Jersey wegen Rufschädigung auf jeweils 50 Millionen US-Dollar zu verklagen.

## Erfolge und Auszeichnungen
| - 1989 Teilnahme am NHL All-Star Game - 1990 Teilnahme am NHL All-Star Game - 1991 Teilnahme am NHL All-Star Game - 1992 Stanley-Cup-Gewinn mit den Pittsburgh Penguins | - 1993 Teilnahme am NHL All-Star Game - 2016 Stanley-Cup-Gewinn mit den Pittsburgh Penguins (als Assistenztrainer) - 2017 Stanley-Cup-Gewinn mit den Pittsburgh Penguins (als Assistenztrainer) - 2024 Jack Adams Award |

### International
- 1987 Goldmedaille beim Canada Cup
- 1991 Goldmedaille beim Canada Cup

## Karrierestatistik

### International
Vertrat Kanada bei:
- Canada Cup 1987
- Weltmeisterschaft 1990
- Canada Cup 1991

(Legende zur Spielerstatistik: Sp oder GP = absolvierte Spiele; T oder G = erzielte Tore; V oder A = erzielte Assists; Pkt oder Pts = erzielte Scorerpunkte; SM oder PIM = erhaltene Strafminuten; +/− = Plus/Minus-Bilanz; PP = erzielte Überzahltore; SH = erzielte Unterzahltore; GW = erzielte Siegtore; 1 Play-downs/Relegation; Kursiv: Statistik nicht vollständig)